# مات سميث
ماثيو روبرت مات سميث (مواليد 28 أكتوبر 1982) (بالإنجليزية: Matt Smithٍ)‏ هو ممثل إنجليزي ولد في مدينة نورثهامبتون في المملكة المتحدة بدأ مسيرته عام 2003 وكان اللاعب السابق لكرة القدم واشتهر أثناء عمله في مسلسل دكتور هو ببطولة الدكتور.
وكان دور التلفزيون الأول سميث كما جيم تايلور في بي بي سي التعديلات من سالي لوكهارت الكتب الرباعية وروبي في الدخان والظل في الشمال. [16] جاء أول دور تلفزيوني كبير له في المسلسل التلفزيوني «حزب الحيوانات»، وهو مسلسل درامي تلفزيوني بي بي سي عن مستشارين برلمانيين خياليين وباحثين في وستمنستر. في حيوانات الحزب، يصور سميث داني فوستر، وهو باحث برلماني لجو بورتر (راكيل كاسيدي)، وهو سياسي في العمل ومكتب صغير للمنازلوزير. في 26 عاما، وصف داني بأنه ذكي ولكن خجول «المهوس السياسة» الذي كان ينبغي أن انتقلت من البحث في سنه. ضمن سرد المسلسل، يحاول أن يحقق التوازن بين مؤواه ل كيرستي ماكنزي (أندريا ريسيبوروغ)، المتدرب، في حين يحاول منع بورتر من الانخفاض الوشيك.
في مقابلة في عام 2007، ناقش سميث دوافع شخصيته. ولخص داني أن يكون لها نظرة رومانسية للعالم السياسي في حين يجري ساخنا في مكان آخر. وقد رسمت هذه الشخصية في السياسة من قبل والده وحركته السياسية الخاصة. دافع عن عمر شخصيته من خلال وصفه بأنه مخلص لبورتر، بدلا من كونه غير كفء. وتحدث عن النضج العاطفي والفكري لشخصيته: عاطفيا، فهو يفتقر إلى الثقة حول النساء، وأبرزها ينظر إلى حبه بلا مقابل تجاه كيرستي، ولكن سميث يصور داني على أنها حساسة وحساسة ولكن "ساخرة، ساخرة، و" بارع "رومانسية. وفكريا، يتم تصوير داني كما يقظة وحيازة أخلاقيات العمل القوية.
طبيب [ عدل ]
سميث مع كارين جيلان تعزيز سلسلة 5 من طبيب الذي في مارس 2010.
«الطبيب هو جزء خاص جدا، ويأخذ دورا خاصا جدا للعب له، عليك أن تكون كبارا وصغارا في نفس الوقت، بوفين وبطل العمل، تلميذ صفيق والرجل الحكيم القديم للكون وبمجرد أن مشى مات من الباب، وفجرنا بعيدا مع جريئة والعلامة التجارية الجديدة تأخذ على الوقت الرب، كنا نعلم كان لدينا رجلنا.»
المنتج التنفيذي ستيفن موفات على صب سميث.
تم الكشف عن سميث كطبيب الحادي عشر في مسلسل الخيال العلمي البريطاني دكتور وو في يناير 2009 ليحل محل ديفيد تينانت الذي أعلن رحيله في أكتوبر 2008. كان سميث ممثل غير معروف نسبيا مقارنة مع الممثلين ثم تكهن حول إمكانية أخذ على الدور، الذين كان من بينهم باترسون جوزيف، ديفيد موريسي، شون بيرتوي، جيمس نسبيت، راسيل توفي، كاثرين زيتا جونز، تشيويتيل إجيوفور، روبرت كارلايل، وبيلي بايبر.سميث سميت لأول مرة على أنه خليفة محتمل أقل من يوم واحد قبل أن يعلن عنه كطبيب الحادي عشر، في طبعة من 3 يناير 2009 من بي بي سي الإفطار، من بين الأسماء تكهنت حول. أثار غموضه عنوان الأخبار «دكتور وو؟»، وهو حث على لقب المعرض.
سميث يتحدث في سان دييغو كوميك كون الدولية في يوليو 2012.
سميث كان واحدا من أوائل الجهات الفاعلة في الاختبار لدور، أداء في اليوم الأول. فريق الإنتاج، الذي يتألف من المنتج القادم، ستيفن موفات، وبي بي سي ويلز رئيس الدراما والمنتج التنفيذي، بيرس فينغر، وجهت له على الفور على أساس أدائه. [20] سميث بالإضافة إلى ذلك تم اختباره لدور جون واتسون في شيرلوك موفات التي تم إنشاؤها، خضعت للاختبارات في نفس الوقت. لم يكن ناجحا، كما يعتقد موفات أن أسلوبه غير المتميز في التمثيل كان أقرب إلى هولمز، الذي أعطي دوره بالفعل ل بينيديكت كومبرباتش. [26] في سن 26 عاما، كان سميث أقل من ثلاث سنواتوكان بيتر ديفيسون في ذلك الوقت من صب له كطبيب في عام 1981، وأصغر من أي ممثل آخر اقترح للدور. [20] بعد ثلاثة أسابيع من الاختبارات، وافق موفات وفينجر على أنه «كان دائما مات» واقترب منه لقبول هذا الدور. وكانت بي بي سي حذرة من صبه لأنهم يشعرون أن عمر 26 عاما لا يمكن أن يلعب الطبيب بشكل كاف؛ شارك فينجر نفس المشاعر لكنه اعتقد ان سميث قد أثبت جودته التمثيلية في حيوانات الحزب، التي فكر فينجر الضوء على سميث «الصفات الزئبقية». بعض مشجعي المعرض يعتقدون أن سميث كان عديم الخبرة وصغيرا جدا للدور، في حين أن آخرين دعموه من خلال الاستشهاد لقدرته على التمثيل. ولأدائه في مسلسله الأول، تم ترشيحه في فئة الأداء الدرامي المتميز لجوائز التلفزيون الوطني. سميث هو أول طبيب يتم ترشيحه ل بافتا لأفضل ممثل.
قال سميث عن شخصيته: «إن الدكتور متحمس ومفتون بأصغر الأشياء، كل شيء، كل شيء، وهذا ما هو رائع بالنسبة له كطابع، ولهذا السبب مثله مثل الأطفال، لا يرفض أي شيء، فهو ليس سخرية، فهو مفتوح لكل وجه واحد من الكون». في يونيو 2010، ظهر سميث على خشبة المسرح مع أوربيتال، وأجرى معهم نسخة من موضوع دكتور وو، في مهرجان غلاستونبري. [32] استضاف سميث دكتور وو بروم في قاعة ألبرت الملكية في 24-25 يوليو 2010. في صباح 26 مايو 2012، حمل سميث الشعلة الأوليمبية في كارديف، وهو النشاط الذي لاحظ من قبل الطبيب الذي المشجعين لتشابه إلى حلقة عام 2006 من المعرض الذي الطبيب حمل الشعلة. [34] في 1 يونيو 2013، أعلنت هيئة الإذاعة البريطانية أن سميث سوف يغادر الطبيب الذي في نهاية عام 2013 خاص عيد الميلاد.

## روابط خارجية
- مات سميث على موقع IMDb (الإنجليزية)
- مات سميث على موقع روتن توميتوز (الإنجليزية)
- مات سميث على موقع قاعدة بيانات الأفلام العربية
- مات سميث على موقع ألو سيني (الفرنسية)
- مات سميث على موقع ميوزك برينز (الإنجليزية)
- مات سميث على موقع تيرنر كلاسيك موفيز (الإنجليزية)
- مات سميث على موقع أول موفي (الإنجليزية)
- مات سميث على موقع إن إن دي بي (الإنجليزية)
- مات سميث على موقع ديسكوغز (الإنجليزية)
- مات سميث على موقع قاعدة بيانات الفيلم (الإنجليزية)